# 星際大戰：戰場前線II
《星際大戰 戰場前線II》是基於系列电影作品《星際大戰》而来，由EA DICE開發並由美商藝電發行在PlayStation 4、Xbox One和Microsoft Windows平台的第一或第三人稱射擊遊戲，同時也是繼2015年的系列重啟作後，《星際大戰：戰場前線》系列的第四部主要作品。遊戲於2017年11月17日在全球地區發行；和2015年的《前线I》不同，《前線II》具有單人故事模式和多人角色職業；除此之外，遊戲有著《星際大戰》正傳、前傳和後傳各電影三部曲的角色和場地。
《前线II》在公開測試到預售前因為存在微交易系統以大幅縮短解鎖角色和道具所須的遊玩時間而遭到玩家、遊戲媒體、甚至是政府官員和政客批评，美商藝電在主要社交論壇以官方賬戶辯護遊戲週期設定的發言更獲得破紀錄的負評。

## 遊戲玩法

《星際大戰 戰場前線II》的核心內容來自《星球大戰》電影的前傳三部曲，而這是前作沒有的

《星際大戰 戰場前線II》具有單人劇情模式、客製化的角色職業系統和來自《原力覺醒》與《最後的絕地武士》電影的內容。遊戲還有正傳三部曲、前傳三部曲和後傳三部曲的飛船和場地，同時亦可操縱《星球大戰》電影中的正派或反派，例如、波巴·费特、尤達、韓·索羅、達斯·維達、丘巴卡、藍道·卡利森、莉亞公主、和伊登·瓦西歐（Iden Versio）等。
不同於前作的付費季票DLC，《星際大戰 戰場前線II》只要有一個EA的帳號就可以免費獲得DLC。芬恩和法斯瑪隊長會在初次發行後才加進遊戲之內。另外，與角色們同時發佈的還有星球科瑞特（Crait）。

## 劇情
在单人模式的剧情中，玩家将会扮演女主角伊登·瓦西欧（Iden Versio），她将会率领帝国精英特战部队“炼狱突击队”（Inferno Squad）在战场上活跃并打击义军同盟，但在一次任务中，伊登发现自己的母星将要在帝国的一次军事行动中被帝国的卫星武器所摧毁，而帝国军却禁止所有平民撤离。在命令以及同队伍的吉迪恩·海斯克（Gideon Hask）的背叛下，伊登对帝国完全失望，随后带领队伍中的戴尔·米可（Del Meeko）以及拯救出来的平民百姓驾驶炼狱突击队母舰“渡鸦号”（Corvus）叛逃至义军同盟，并成为了义军同盟的强大战力之一，参与了各种剿灭帝国残党的战役并与、莱娅·奥加纳、韓·索羅及蓝道·卡利森等人并肩作战，最后参与了贾库行星战役并见证了帝国的灭亡。但是30年后，已经脱离了义军同盟，驾驶渡鸦号做运货生意的戴尔被已经成为的第一秩序军官的海斯克带领所擒，在侵入戴尔的思维拿到了关于天行者地图的线索后，凱羅·忍把戴尔交由海斯克处置，最终戴尔被海斯克枪杀，但海斯克警告其他人不要打渡鸦号的主意。

## 開發
2016年5月10日，《星際大戰 戰場前線II》正在開發的消息正式被公開，開發公司為EA DICE、Criterion Games和捷德·雷蒙德的Motive Studios。遊戲有著星際大戰續集三部曲的內容，且是2015年的系列重啟作的續作。EA DICE的創意總監貝恩德·德默爾（Bernd Diemer）稱為了把前作遊戲的玩家社群從《星際大戰 戰場前線II》「分開」，因此已更換付費擴張內容的季票系統，而新的擴充系統則旨在讓所有玩家「玩得更久」。
2017年4月15日，遊戲的執行製作人馬克·韋伯斯特（Mark Webster）在星戰慶典上宣佈《星際大戰 戰場前線II》將在同年11月17日在全球發行。遊戲的測試將於2017年10月4日開始（僅限預購人士）。兩天後，《星際大戰 戰場前線II》會公開公測版供玩家試玩，並至到9日為止。

## 搭配小說
2017年7月25日，由克莉絲蒂·戈爾登著作的《星際大戰 戰場前線II》搭配小說《星際大戰 戰場前線II：煉獄小隊》正式發行。其為遊戲的前傳，內容講述的是《俠盜一號》事件後，「煉獄小隊」試圖殲滅由索·吉瑞拉率領的反抗軍組織的事跡。

## 評價
各大遊戲評論網站都給予遊戲僅僅合格的分數，並不約而同指出微交易和虛擬抽獎對遊戲體驗的不良影響。Metacritic給予遊戲的三個版本都是「好壞參半」，PS4和XONE版的分數都是69/100，前者根據43條評論，後者根據19條評論，PC版則為根據9條評論的68分。
GamesRadar的安迪·赫杜普（Andy Hartup）給予4/5分，稱讚多人模式但批評單人模式的故事缺乏內涵，並且不滿角色培育的過程過於繁複。GameRevolution的傑森·福克納（Jason Faulkner）認為單人模式的故事展開引人入勝但後期乏力。電子遊戲月刊的尼克·派勒西斯（Nick Plessas）給予7/10分稱讚多人模式的平衡和多彩設計。IGN的湯姆·馬克斯（Tom Marks）批評儘管戰鬥快感一流，但角色育成冗長枯燥。

### 微交易爭議
正值遊戲的公開測試時，美商藝電被諸多玩家及雜誌評擊以一個正價遊戲卻存在能以現金購買並具有賭博成分的虛擬抽獎箱（loot crate）會為玩家間的進度帶來嚴重不平等。儘管抽獎箱能抽出的獎勵都是能透過遊玩遊戲賺取的虛擬貨幣購買，但沒有支付現金購買抽獎箱的玩家將要面對長久的遊玩時間以購得達斯·維達（黑武士）這類系列經典角色。為了回應玩家的訴求，開發方調整了虛擬物品的售價，但當部分玩家和媒體作家取得發售前的遊戲他們發現更多具爭議的設計，例如玩家遊戲的表現並不與獎勵掛鉤，加上多人模式下極其薄弱的活躍度偵測系統，不少玩家在對戰時利用橡皮筋緊箍遊戲操縱手柄令角色自動原地兜圈從中賺取點數。
2017年11月12日，一個Reddit論壇用戶投訴儘管他支付了80美金購買遊戲的豪華版，但達斯·維達依舊是被鎖上無法即時使用，在不購買抽獎箱提升進度下估計大約需要40小時的遊玩時間才能儲得足夠的虛擬貨幣購買單一個經典角色。美商藝電的客戶團隊在Reddit回應這些爭議，指須要大量時間累積貨幣的設定是為了讓玩家購得角色後「感到自豪與充滿成就感」（sense of pride and accomplishment），連帶其他類似發言惹來用戶激烈喝倒彩，美商藝電的「成就感」回覆更錄得Reddit論壇創立以來最多用戶負評，直到14日為止此單一回帖 （页面存档备份，存于）已經累積了超過60萬用戶負評，這個創舉更獲得2020年度健力士世界紀錄大全承認而正式入冊。14日美商藝電再對遊戲作出調整，不過其手法被指帶有欺詐成分，雖然英雄級角色的售價調低了75%，但單人模式通關獎勵的虛擬貨幣亦同樣被調低了75%。
由此引發了玩家的杯葛潮及關於美商藝電故意移除網上取消預約付款選項的謠言。11月17日就在遊戲發售日前幾小時，美商藝電與迪士尼雙方行政總裁通電，雖然未有透露討論細節，但隨後美商藝電在其官方推特賬戶宣布暫停所有遊戲內的微交易，然而網民依然不滿意發行商並非永久移除微交易的決定，事件直接導致美商藝電於遊戲發售日的股價下跌2.5%，華爾街投資分析師調低遊戲的營收預測，自發售日至11月底美商藝電市值總共蒸發了30億美金。12月5日在第37屆納斯達克投資者大會上美商藝電財務總監向投資者承認會從錯誤中學習，但自從遊戲正式發售後近一個月他依然無法為恢復微交易提供時間表。
一些遊戲同業藉機公開暗諷美商藝電，例如暴雪娛樂將《星海爭霸II：自由之翼》轉為免費遊戲時就在推特指遊戲不須任何微交易或抽獎解鎖指揮官及沒有任何支付現金讓玩家得到優勢的設計。開發和發行《巫師》系列的CD Projekt也在推特回應玩家對開發中的《賽博朋克2077》會否包含微交易的疑問，指他們「將貪婪留給別人」（we leave greed to others）。2017年度遊戲大獎的頒獎嘉賓柴克·萊威在揭曉得獎者前故意用信用卡裝作要經微交易付款才能打開信封，引來全場觀眾捧腹大笑。

#### 政府官員回應
比利時和荷蘭政府的博彩委員會分別於11月15日和16日透露已就《星際大戰：戰場前線II》及其他提供虛擬抽獎的遊戲是否觸犯了其博彩條例展開調查，如果指證成立的話其發行商將會面臨大額罰款及禁售處罰。比利時司法部長承諾一旦判定博彩屬實就會立即向歐盟提請完全取締虛擬抽獎，儘管他承認過程將會非常耗時，荷蘭方在剛開始調查時發表聲明警示家長留意孩子正在玩什麼樣的遊戲。
11月21日美國夏威夷州代表克里斯·李（Chris Lee）承諾在該州立法取締虛擬抽獎，指諸如美商藝電發行的電子遊戲是針對兒童的線上賭場，並引用《星際大戰》系列的名台詞「這是陷阱」（it's a trap）比喻現狀。

## 外部連結
- 官方网站